# Акротомофилия
Акротомофилия (от др.-греч. ἄκρον — конечность + τομή — разрезание, рассечение, отсечение + φιλία — влечение) — сексуальная девиация, отличающаяся усиленным сексуальным влечением к инвалидам или к людям с ампутированными конечностями.
Подробное описание акротомофилии, с клиническими примерами, содержится в книге американского сексолога Джона Мани, который ввёл этот термин в 1977 году.